# تشيزاري كاسادي
تشيزاري كاسادي (مواليد 10 يناير 2003) هو لاعب كرة قدم إيطالي يلعب في مركز خط الوسط في نادي تشلسي.

## وصلات خارجية
- تشيزاري كاسادي على موقع الاتحاد الأوربي (الإنجليزية)
- تشيزاري كاسادي على موقع قاعدة بيانات كرة القدم.إي يو (الإنجليزية)
- تشيزاري كاسادي على موقع ليكيب (الفرنسية)
- تشيزاري كاسادي على موقع Soccerbase.com (لاعب) (الإنجليزية)
- تشيزاري كاسادي على موقع Soccerway.com (الإنجليزية)
- تشيزاري كاسادي على موقع عالم كرة القدم.نت (الإنجليزية)